# Valle de Oberbergtal

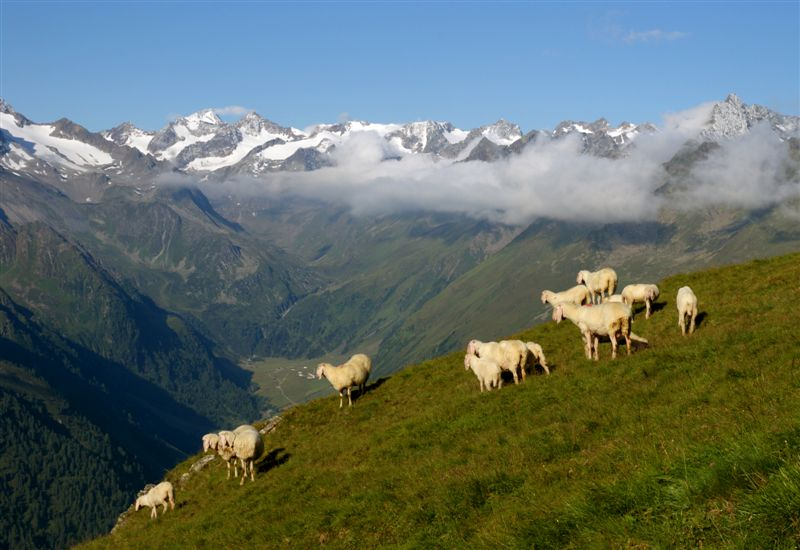
Valle de Oberbergtal en Tirol, Austria

El Oberbergtal es el valle tributario más grande del valle de Stubaital, se ramifica hacia el norte por encima de Milders y se curva hacia el sudoeste hacia la carretera en OberIss. A dos horas de camino se encuentra el pico Franz Senn Hut con 2.147 m. 

## Ubicación
El Oberbergtal se une al valle principal desde la izquierda en Milders (1.026 m, Neustift im Stubaital ). La cabecera del valle está formada por el glaciar Alpeiner Berge ( Schrankogel 3,497 m, Ruderhofspitze 3,474 m, Östliche 3,416 m y Westliche Seespitze 3,355 m), que rodea el glaciar Alpeiner  y varios glaciares laterales. Bajando por el valle, la línea de montañas de la derecha desciende gradualmente hasta Brennerspitze (2.877 m) y, a la izquierda, pasa por Hohe Villerspitze (3.087 m) hasta Hoher Burgstall (2.611 m). 
- Datos: Q126999
- Multimedia: Oberbergtal / Q126999